# Djuptjärnen (Alfta socken, Hälsingland, 678698-150959)
Djuptjärnen är en sjö i Ovanåkers kommun i Hälsingland och ingår i Testeboåns huvudavrinningsområde.